# Фальшборт

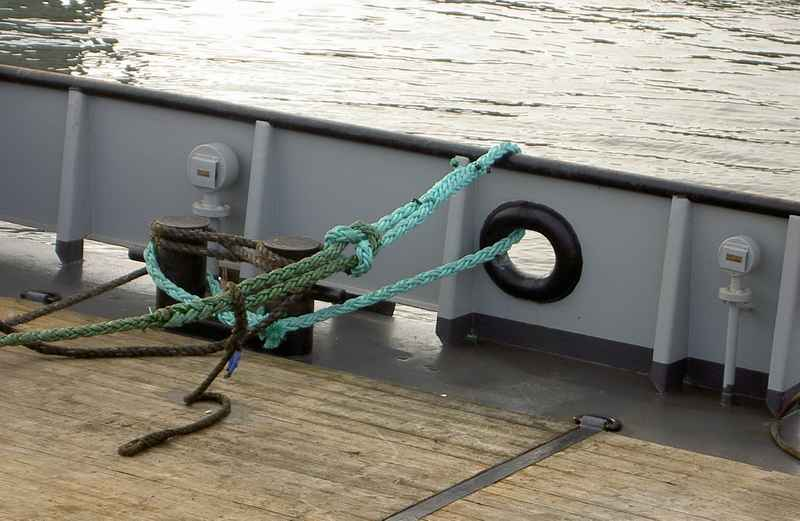
Фальшборт со швартовым клюзом. Слева от клюза фальшборт продолжается с просветом между палубой

Фа́льшборт (нем. Falschbord — фальшивый борт) — ограждение по краю верхней палубы судна, корабля или другого плавучего средства, представляющее собой продолжение борта высотой не менее 1 метра. Фальшборт может иметь специальные отверстия — щелевые шпигаты для стока воды и швартовочные клюзы.
Аналогичную конструкцию в носовой оконечности называют козырьком или козырьком фальшборта, если нос судна с уклоном и фальшборт в носовой части судна изготовлен с уклоном наружу (как продолжение корпуса судна) для улучшения мореходных качеств судна.
Высокий фальшборт — обозначение фальшборта (металлической перекладины на краю палубы, предназначенной для безопасного передвижения по поверхности судна) высота которой составляет непривычные 3-5 метров. Некоторые суда оборудованы более высокими стенами на баке либо корме. Обычно такие суда часто встречаются в северных морях, где скорость ветра слишком высока для удобного и продуктивного крепления концов (швартовки).

## Назначение фальшборта
Фальшборт в основном предназначен:
- Для предотвращения повреждения палубных конструкций и оборудования, палубного груза от удара волн и действия ветра во время плохой погоды
- Для ограждения открытых частей наружных палуб от падения за фальшборт (в море или с верхней палубы на нижние палубы) человека, предметов, палубных грузов
- Для уменьшения воздействия ветра и волн на человека (на палубе мостика во время несения вахты, на палубе бака во время постановки на якорь)

## Элементы фальшборта

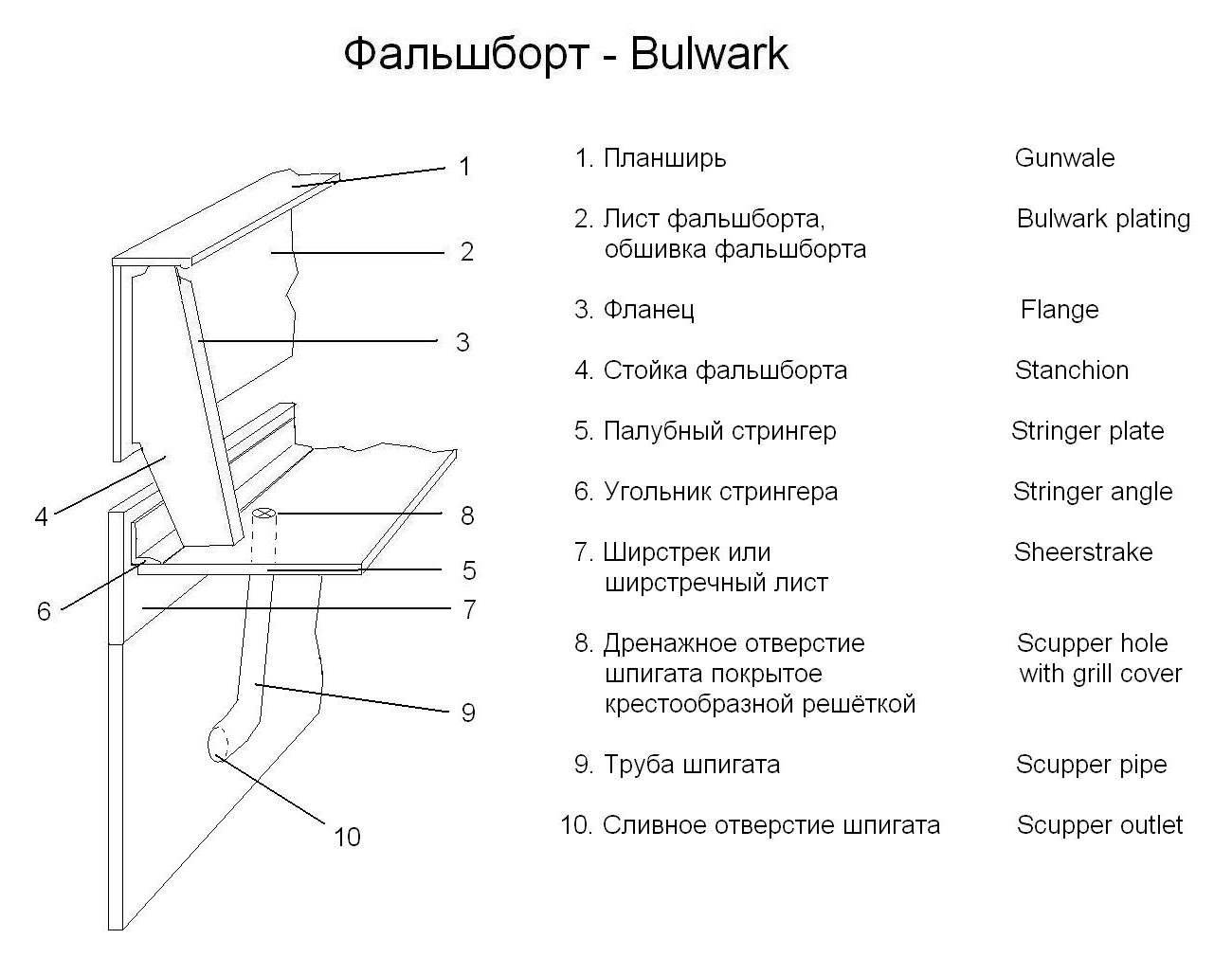
Устройство стального фальшборта и палубного шпигата современного судна (название элементов по-русски и по-английски)

Стальные листы фальшборта привариваются к вертикальным стойкам для жёсткости. Если фальшборт имеет просвет, то стойки, которые приварены (сваркой) к палубе, выполняют также и поддерживающую роль.
Сверху фальшборта укрепляется горизонтальный деревянный брус или стальной профиль (стальной профиль может быть обрамлён деревянным брусом), который называется планширем.
Высота фальшборта — 0,9-1,2 метра, но на малых катерах, буксирах и прочих малых судах бывает и меньше. Иногда фальшборт может быть и больше человеческого роста в связи с конструктивной необходимостью для повышения безопасности и так далее.
Оставляется просвет от палубы (от верхней кромки ширстречного листа) 10-25 сантиметров для стока за борт больших масс воды, а в целях предотвращения повреждений при швартовках устанавливают фальшборт с уклоном внутрь судна или с отступлением внутрь от наружной обшивки корпуса судна.
На верхних палубах (на палубе мостика, например) фальшборт не имеет просвета, так как для стока воды достаточно палубных шпигатов.
Там, где на палубе нет грузов вместо фальшборта может быть установлен релинг или леер со стойками.

### Дилятация
В заводской спецификации судна «Тойво Антикайнен» написали: «Фальшборт — сварная конструкция высотой 1200 мм по всей длине судна. Температурные швы (дилятация) — 3 по длине фальшборта».
Судно в процессе грузовых операций в порту и состояния моря во время рейса прогибается и изгибается, и если корпус представляет собой жесткую конструкцию в виде трубы, то фальшборт выглядит узкой полосой на фоне всего корпуса. Чтобы при изгибе, прогибе судна фальшборт не разорвало, при постройке судна специально, в одном или нескольких местах (зависит от длины судна) разрывают фальшборт путём наложения листов фальшборта один на другой (внахлёст) и без сварки. Вот это и есть дилятация.